# النسب الإفريقي لرؤساء الولايات المتحدة
النسب الأفريقي لرؤساء الولايات المتحدة تتضمن هذه المقالة معلومات عن التراث الأفريقي لرؤساء الولايات المتحدة، إلى جانب معلومات عن ادعاءات لا أساس لها من الصحة بأن بعض رؤساء الولايات المتحدة لديهم أصول أفريقية. يعني النسب من الأفارقة جنوب الصحراء الكبرى في السنوات الخمسمئة الماضية تقريبًا.

## باراك أوباما
كان الرئيس باراك أوباما، الذي شغل منصب الرئيس الرابع والأربعين للولايات المتحدة من عام 2009 إلى عام 2017، لأب أفريقي وأم أمريكية من أصل أوروبي في الغالب. والد باراك أوباما الأب «1936-1982»، كان من نيانغوما كوجيلو، كينيا. في يوليو 2012، وبالاعتماد على مزيج من الوثائق التاريخية وتحليل الحمض النووي واي، وُجد احتمال قوي بأن أوباما من خلال والدته ستانلي آن دنهام، كان ينحدر من جون بانش، المعروف باسم «أول عبد رسمي في المستعمرات الإنجليزية»
الادعاءات بأن بعض رؤساء الولايات المتحدة بخلاف باراك أوباما لديهم أصول أفريقية، أو أفريقية أمريكية قد أدلى بها المؤرخ الهاوي ج. أ. روجرز، وطبيب العيون ليروي ويليام فون، وعالم النفس أوسيت باخوفو. ويستند الجميع في نظرياتهم بشكل رئيسي إلى عمل ج. أ. روجرز، الذي نشر على ما يبدو كتيبًا ذاتيًا في عام 1965 يدعي أن خمسة رؤساء للولايات المتحدة، مقبولين على نطاق واسع على أنهم من البيض، لديهم أيضًا أصول أفريقية. كتب المؤرخ هنري لويس غيتس أن كتيب روجر سيحصل على جائزة «التفكير الثمين للتاريخ الأسود». وقد نُشرت أيضًا كتب فون وباخوفو ذاتيًا.
لم تدعم دراسات المؤرخين وكتب السير الذاتية لهؤلاء الرؤساء مثل هذه الادعاءات، كما أنها تفتقر إلى الأدلة التجريبية. يجري تجاهل هؤلاء المؤلفين بشكل عام من قبل العلماء. وقد جرى تصنيفهم على أنهم «مروجو شائعات ومؤرخون هواة» بالإضافة إلى منظري المؤامرة. ولم يضف فون وباكوفو سوى القليل من الأبحاث الموضوعية إلى ادعاءاتهما، ولكن كانت هناك المزيد من الشائعات حول التراث الأفريقي المحتمل لرؤساء آخرين في العقود التي تلت نشر روجرز كتيبه. تعد هذه الشائعات غير مدعومة بأدلة ولم يعترف بها المؤرخون.

## ادعائات باطلة

### توماس جيفرسون
يدعي فون وآخرون أن والدة توماس جيفرسون جين راندولف جيفرسون كانت من أصول مختلطة الأعراق. لم يدعم الإجماع الأكاديمي مثل هذه الادعاءات. في تحليلاتها الأخيرة للأدلة التاريخية حول همينغز وجيفرسون، على سبيل المثال، لا تدعي الباحثة أنيت جوردون ريد أي أصل أفريقي في عائلة راندولف.
على وجه التحديد، يقول فون: «كان الهجوم الرئيسي على جيفرسون في كتاب كتبه توماس هازارد في عام 1867 بعنوان أوراق جوني كيك. أجرى هازارد مقابلة مع باريس غاردينر، الذي قال إنه كان حاضرًا خلال الحملة الرئاسية عام 1796، عندما ذكر أحد المتحدثين أن توماس جيفرسون كان ابنًا متواضعًا لنصف سلالة هندية وأب أسمر من فرجينيا».
«هناك ادعاء متداخل هو أنه في حملة رئاسية في القرن الثامن عشر، اتهم شخص يتحدث ضد ترشيح جيفرسون ولصالح ترشيح جون آدامز جيفرسون بأنه «نصف هندي، ونصف زنجي، ونصف فرنسي» وُلد من «أب أسمر»، أو عبد، مع اشتراك سلالة هندية حمراء، وزعم أن هذه الولادة بشأن الاسمرار والهندية «معروفة جيدًا في الحي الذي نشأ فيه»، ولكن بخلاف ذلك لم يجرِ إثباته. تستند هذه الادعاءات إلى قصص دامغة من خصوم جيفرسون السياسيين ومن الأفضل فهمها على أنها اصطياد عرقي بدلًا من دليل على نسب فعلي.
مؤسسة توماس جيفرسون، التي تمتلك وتدير مونتيسيلو، موقع التاريخ العام الرئيسي في جيفرسون، تصف والدي جيفرسون بهذه الطريقة: «كان والده بيتر جيفرسون مزارعًا ومساحًا ناجحًا، ووالدته جين راندولف عضوًا في واحدة من أكثر العائلات تميزًا في فرجينيا»، يصفون الاقتباس في أوراق جوني كيك بأنه يتكرر دائمًا، ولكن تنسب في المصادر المكتوبة إلى الحملة الانتخابية لعام 1800 بدلًا من عام 1796، ومن الواضح أنها حملة قام بها خصوم سياسيون. كانت أوراق جوني كيك عبارة عن مجموعة من الحكايات الشعبية التي نشرت في عام 1870، لا عام 1867، وقد علَّقت حكاية واحدة فقط على جيفرسون. يناقش ديكسون ويكتر في مقالته «توماس جيفرسون، الراديكالي اللطيف»، صورًا مختلفة لجيفرسون من قبل أعدائه السياسيين، ويذكر أن أوراق جوني كيك في وقت لاحق سخرت من مثل هذه الرسوم الكاريكاتورية...

### أندرو جاكسون
أشار أندرو جاكسون إلى اتهام أن والدته كانت تتعرض للازدراء العلني كعاهرة تزوجت من زنجي، وأن الأخ الأكبر بيع كعبد في كارولينا. كانت تحديدًا أقل شائعة عن جاكسون أن لديه دمًا ملونًا، ما يعني أن لديه أصلًا زنجيًا. هذه
الشائعات لم تثبت. ولد والد الرئيس جاكسون في كاريكفيرجوس، مقاطعة أنتريم، في أيرلندا الشمالية الحالية، نحو عام 1738. اتفق العلماء هندريك بورايم، وروبرت ريميني وإتش ديبلو براندز على أنه لم يكن لديه أسلاف سود.

### أبراهام لينكولن
زُعم أن والدة أبراهام لينكولن نانسي هانكس من أصل أفريقي «إثيوبية». ومنذ ذلك الحين ثبت أنها كانت بيضاء.
وفقًا للمؤرخ ويليام بارتون، كانت هناك شائعة «تيار بأشكال مختلفة في عدة أقسام من الجنوب» مفادها أن والد لينكولن البيولوجي كان أبراهام إنلو، وهو ما رفضه بارتون باعتباره «كذبًا». وفقًا لدوغ ويد، فإن إنلو تباهى علنًا بأنه والد لينكولن الحقيقي، ويزعم أن توماس لينكولن تشاجر معه، وعض جزءًا من أنفه. كان هناك ادعاء آخر بأن لينكولن كان «زنجيًا جزئيًا»، لكن هذا لم يكن مثبتًا. وفقًا لشريك لينكولن القانوني وليام هيرندون، كان لينكولن ذا «بشرة داكنة للغاية» على الرغم من أن «خداه كانا مصبوغين بلون الزعفران»، و«كان وجهه... شاحبًا»، و«كان شعره داكنًا، أسود تقريبًا». وصف أبراهام لينكولن نفسه في الفترة 1838-1839 بأنه «زميل أسود طويل»، و «بشرته» في عام 1859 بأنها «داكنة»، ولكن ما إذا كان يقصد أيًا منهما بمعنى الأجداد غير معروف.
ووصفه مناهض لنكولن تشارلستون ميركوري بأنه «من ... البشرة الأكثر قذارة»، كجزء من الاصطياد العرقي المناهض للعبودية. تعد الشائعات حول تراث لينكولن العنصري الأسود المزعوم غير مدعومة بأدلة ولم يعترف بها المؤرخون.

### وارن هاردينغ
قيل إن وارن ج. هاردينغ من أصل أفريقي. كان أحد الادعاءات من قبل خصمه السياسي، وهو مؤرخ مثير للجدل وعنصري، وليام إستابروك تشانسلور. وقال تشانسلور إن والد هاردينغ كان أسمر وإن جدة هاردينج الكبرى سوداء. خلال حملة هاردينغ، نشر المعارضون الديمقراطيون شائعات بأن جد هاردينغ الأكبر كان أسودًا من غرب الهند وأنه قد يُعثر على سود آخرين في شجرة عائلته.